# 亨利·贝塞麦

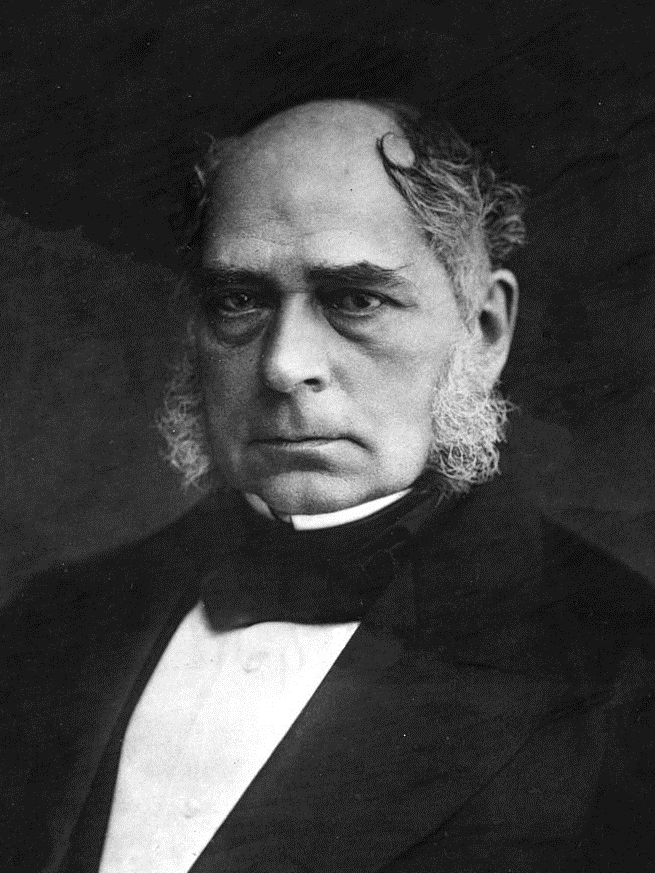
亨利·贝塞麦

亨利·贝塞麦（Henry Bessemer，1813年1月19日—1898年3月15日），又譯為柏塞麥、俾色麥，英国工程师和发明家，他的名声主要来源于贝塞麦转炉炼钢法。

## 早期生涯
贝塞麦的父亲安东尼出生于伦敦，但于他21岁时迁居巴黎。他是一名发明家,当时对巴黎造币业颇感兴趣， 他以用钢铸造奖章而获得财富。由于他在26岁时对光学显微镜的改进，使他成为法国科学院成员。由于法国大革命的关系，他被迫离开巴黎回到英国。 在那儿他发明了一种制造金链的颇为成功的方法,这使得他在查尔顿（贝塞麦出生之地）购置了一部分家产, 在赫特福德郡的Hitchin附近。

## 贝塞麦转炉炼钢法
1856年8月24日，贝塞麦首先在不列颠科技协会的一次会议上描述了他的炼钢法，当时他称之为“不加燃料的炼铁法”。那片报告在泰晤士报上全文登出。
虽然这种方法现在已经不再在工业上使用, 但在其发明时有着极大的重要性因为它降低了炼铁成本, 他使钢铁代替了其他劣质但便宜的工业材料。贝塞麦的注意力在之后从炼钢中抽了出来，转而尝试投身于枪炮制造。

## 晚年與死亡
贝塞麦於1898年三月死於倫敦的丹麥丘。他被葬於倫敦SE27的西諾伍德墓園。其他在維多利亞時代很有影響力的知名人士如保羅·路透、糖商Henry Tate、發明家Henry Doulton等人也都被葬在這裡。